# Enola Gay
Vous lisez un « bon article » labellisé en 2018.
Pour les articles homonymes, voir Enola Gay (homonymie).
L'Enola Gay (prononcé en anglais : [ɪˈnoʊlə ˈɡeɪ]) est l'avion bombardier Boeing B-29 Superfortress américain qui a largué une bombe atomique sur Hiroshima, à la fin de la Seconde Guerre mondiale. L'avion est fabriqué par la Glenn L. Martin Company et nommé par le pilote Paul Tibbets en l'honneur de sa mère Enola Gay Tibbets. Le 6 août 1945, au cours des dernières étapes de la Seconde Guerre mondiale, il est devenu le premier avion à larguer une bombe atomique sur une cible stratégique. La bombe, nommée Little Boy, touche la ville d'Hiroshima, au Japon, et cause des destructions sans précédent. L'Enola Gay participe à la seconde attaque atomique comme avion de reconnaissance météorologique pour le bombardement de Kokura, mais une couverture nuageuse défavorable entraîne un changement de cible et c'est Nagasaki qui est bombardée à la place par Bockscar, un autre B-29. 
Après la guerre, l'Enola Gay retourne aux États-Unis, où il opère depuis la base aérienne Walker au Nouveau-Mexique. En mai 1946, il est transféré à Kwajalein, dans le Pacifique, pour des essais nucléaires liés à l'opération Crossroads, mais n'est pas choisi pour un largage test à Bikini. Plus tard cette même année, il est transféré à la Smithsonian Institution et passe de nombreuses années, stationné sur des bases aériennes, exposé sans protection, avant d'être démonté et transporté en 1961 dans un hangar du Smithsonian à Suitland, dans le Maryland.
Dans les années 1980, des groupes d'anciens combattants appellent le Smithsonian à mettre l'avion en évidence dans un musée pour sa valeur historique, ce qui mène à une controverse intense sur l'opportunité d'exposer l'avion sans une explication appropriée du contexte historique. Le poste de pilotage et le nez de l'avion sont ensuite exposés en 1995 au National Air and Space Museum (NASM) à Washington, pour le 50e anniversaire du bombardement d'Hiroshima, ce qui crée une controverse. Enfin, depuis 2003, le B-29 restauré est exposé au Centre Steven F. Udvar-Hazy, une annexe du NASM située à l'aéroport international de Washington-Dulles.

## Seconde Guerre mondiale

### Avant les bombardements atomiques
L'Enola Gay (numéro de modèle B-29-45-MO, numéro de série 44-86292 et Victor number 82) est construit par la Glenn L. Martin Company (ultérieurement intégrée à l'entreprise Lockheed Martin) dans son usine de bombardiers de Bellevue au Nebraska, jouxtant l'actuelle base aérienne Offutt. Le bombardier est l'un des quinze premiers Boeing B-29 Superfortress construits selon la spécification « Silverplate », ce qui leur permet notamment de larguer des bombes atomiques. Les modifications incluent une baie de largage modifiée avec des portes pneumatiques et des systèmes britanniques de fixation et de déblocage de bombes, des hélices à pas réversible donnant plus de puissance de freinage à l'atterrissage, des moteurs améliorés avec injection de carburant et un meilleur refroidissement et le retrait de blindages sur des tourelles et des mitrailleuses. Finalement, 65 avions « Silverplate », d'une finition en aluminium poli, sont assemblés pendant et après la Seconde Guerre mondiale. Un groupe d'élite, composé de quinze B-29 et de 40 pilotes, est rassemblé dans le 509th Composite Group pour des missions exceptionnelles de bombardement atomique.

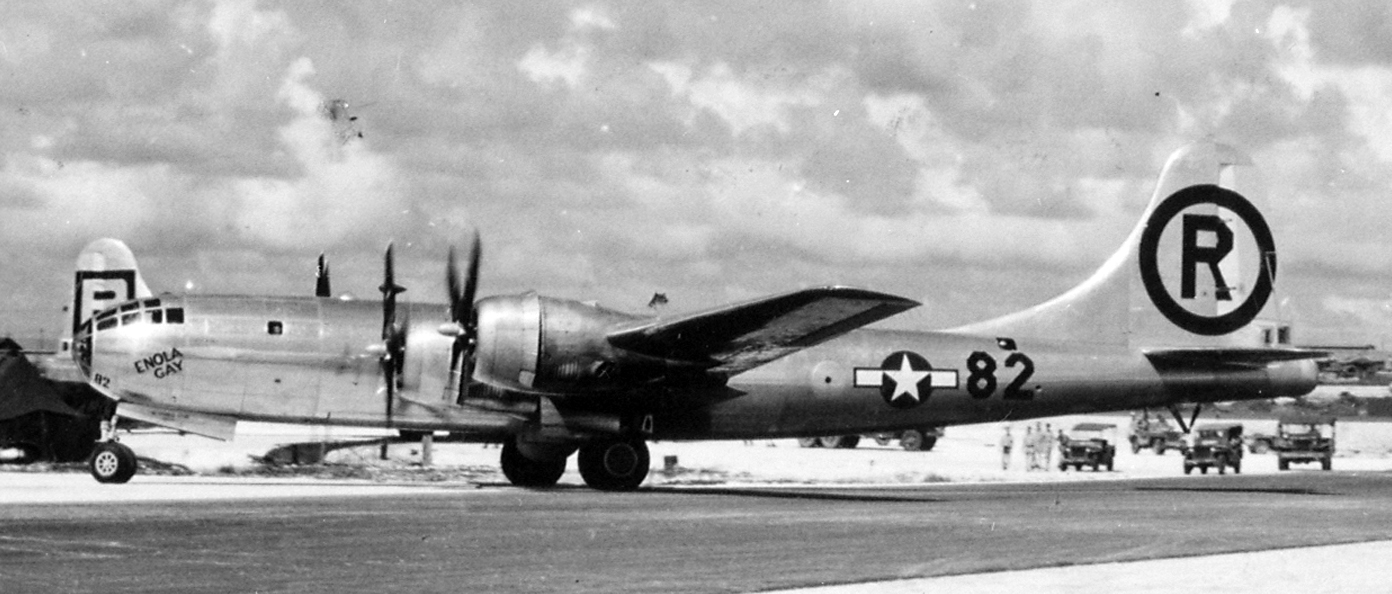
L'Enola Gay après sa mission à Hiroshima.

L'avion Enola Gay est personnellement choisi par le colonel Paul Tibbets, le commandant du 509th Composite Group, le 9 mai 1945, alors qu'il est encore sur la ligne de montage. Ce nom fait référence à sa mère, Enola Gay Tibbets, elle-même nommée d'après l'héroïne du roman Enola; or Her Fatal Mistake (1886) de Mary Young Ridenbaugh. Le roman se termine par la réflexion désabusée de l'héroïne " En me nommant de ce nom étrange "Enola", je me demande si mes chers défunts parents n'avaient pas eu un bref aperçu de la vie future de leur enfant... parce que je suis vraiment seule (alone, qui écrit en miroir donne enola)" . Tibbets est un pilote expérimenté qui a déjà réalisé des missions en Europe et en Afrique du Nord. Les antécédents du pilote sont validés au préalable par le Federal Bureau of Investigation (FBI) et son appétence pour la discipline en font un candidat idéal. L'avion est réceptionné par l'United States Army Air Forces (USAAF) le 18 mai 1945 et assigné au 393d Bomb Squadron du 509th Composite Group. L'équipage B-9, commandé par le capitaine Robert A. Lewis, prend livraison du bombardier et l'emmène le 14 juin 1945 d'Omaha à la base du 509th à la base aérienne Wendover dans l'Utah.
Treize jours plus tard, l'avion quitte Wendover pour Guam, où il reçoit une modification de sa baie de largage. Il est ensuite emmené au North Field de Tinian, le 6 juillet. Il reçoit d'abord le Victor number 12, mais le 1er août, il reçoit le marquage de queue avec une lettre R dans un cercle appartenant au 6th Bombardment Group (futur 6th Operations Group) pour masquer son identité et son numéro est changé à 82 pour éviter une mauvaise identification parmi les pilotes de l'unité. En juillet, le bombardier effectue huit vols d'entraînement et réalise les 24 et 26 juillet deux missions pour larguer des bombes citrouilles — des bombes conventionnelles d'un format similaire aux bombes atomiques — sur des cibles industrielles à Kobe et Nagoya. L'Enola Gay effectue par la suite le 31 juillet un vol de répétition pour sa future mission.
La bombe atomique L-11 Little Boy, partiellement assemblée, est contenue dans une caisse de bois de 100 cm sur 120 cm sur 350 cm pesant 4 500 kg, tandis que le noyau en uranium 235 — la partie qui explose réellement lors du bombardement — est quant à lui placé dans un petit conteneur en acier doublé de plomb, d'une masse de 140 kg, qui est attaché à des supports soudés au pont des quartiers du capitaine de l'USS Indianapolis Charles B. McVay III. La bombe et son cœur nucléaire sont livrés par la suite à Tinian, le 26 juillet 1945. L'Indianapolis est torpillé quelques jours plus tard en mer des Philippines.

### Bombardement atomique d'Hiroshima
|                                                                                        |  |                                                                                     |
| Le pilote Paul Tibbets au départ de Tinian, saluant les journalistes présents en 1945. |  | Tibbets recréant en 2004 la célèbre photographie depuis l'appareil exposé au musée. |

Le 5 août 1945, lors de la préparation de la première mission de bombardement atomique, Paul Tibbets prend le commandement de l'avion, nommé Enola Gay, d'après le nom de sa mère. Tibbets écrit plus tard que : « mes pensées [se sont tournées] à ce moment-là vers ma courageuse mère aux cheveux roux, dont la confiance tranquille a été [pour moi] une source de force depuis l'enfance, et surtout pendant la période [de doute lors de laquelle] j'ai décidé d'abandonner une carrière médicale pour devenir pilote [dans l'armée]. À un moment où [mon père] pensait [que j'avais perdu la boule], elle m'avait soutenu et dit [que je serais content de ce choix] ». Le nom de l'avion est peint sur la carlingue le 5 août par Allan L. Karl, un militaire du 509th. Le commandant habituellement responsable de l'avion n'est pas Tibbets, mais Robert A. Lewis. Ce dernier est mécontent d'être remplacé par Tibbets pour cette importante mission et devient furieux lorsqu'il arrive auprès de l'avion le matin du 6 août et qu'il découvre la peinture désormais célèbre, le nose art.
La ville d'Hiroshima est la cible de la première mission de bombardement nucléaire le 6 août, avec les villes de Kokura et de Nagasaki comme cibles alternatives. L'Enola Gay, piloté par Tibbets, décolle de North Field dans les îles Mariannes du Nord, à environ six heures de vol du Japon, accompagné de deux autres B-29, The Great Artiste, piloté par Charles Sweeney, portant des instruments de mesure et un avion sans nom qui sera plus tard appelé Necessary Evil, commandé par le capitaine George Marquardt, pour prendre des photographies. D'autres avions participent à la reconnaissance ou servent en cas d'avaries. Le directeur du projet Manhattan, le Major général Leslie Richard Groves, souhaite que l'événement soit enregistré pour la postérité, de sorte que la piste de décollage est éclairée par des projecteurs et que des journalistes sont présents. Quand Tibbets s'apprête à rouler, il se penche par la fenêtre pour faire signe aux spectateurs de quitter sa voie. Il en profite pour faire un signe aux caméras présentes, un cliché qui deviendra célèbre.

Les bombes nucléaires lâchées par Enola Gay
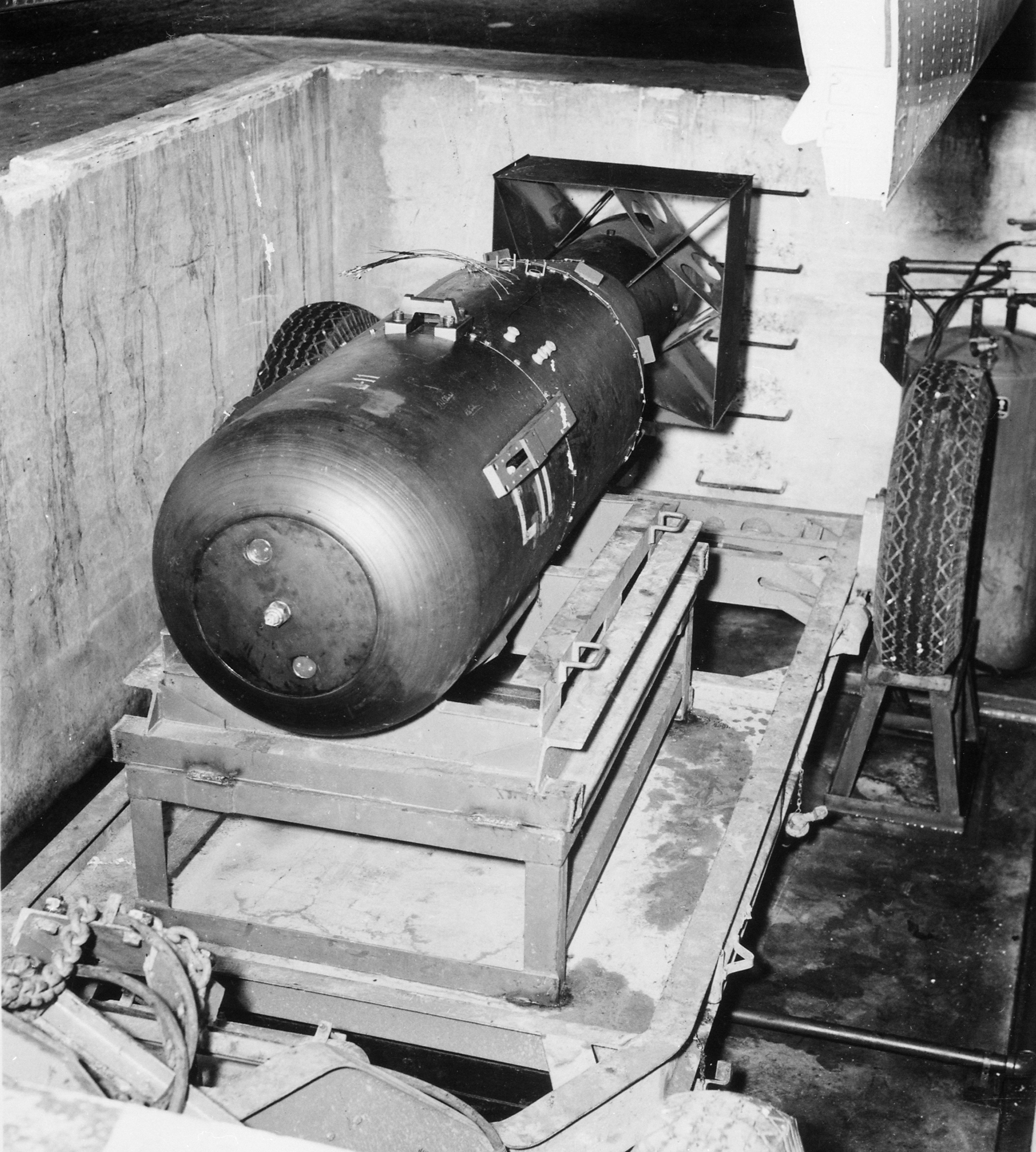
Little Boy avant son chargement dans l'Enola Gay.
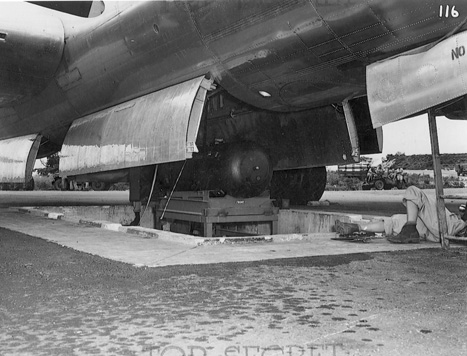
Chargement de la bombe dans l'avion.
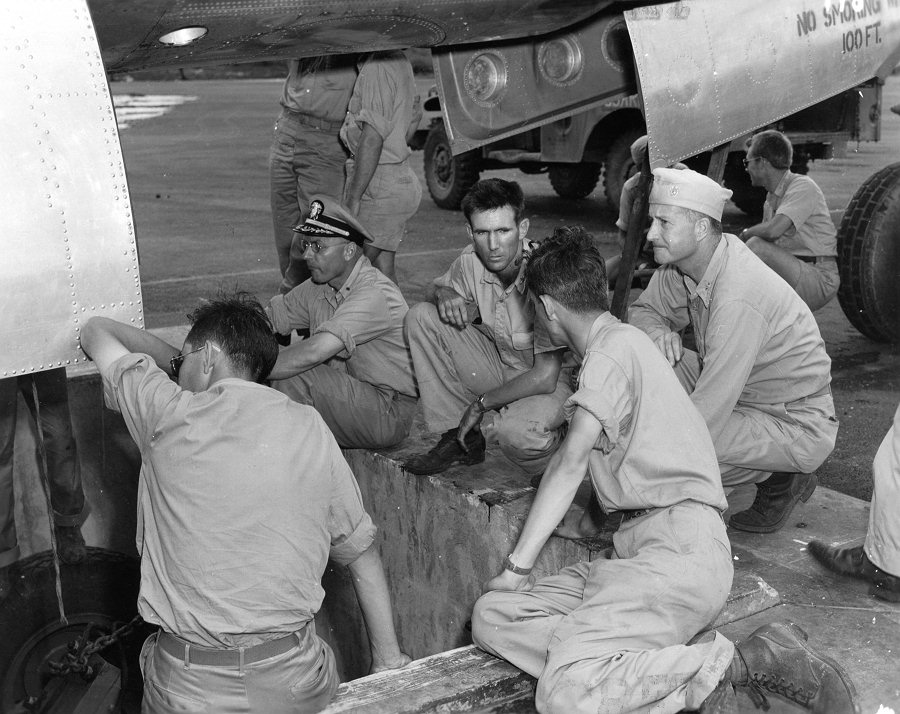
William Sterling Parsons, notamment, supervisant le chargement de la bombe.
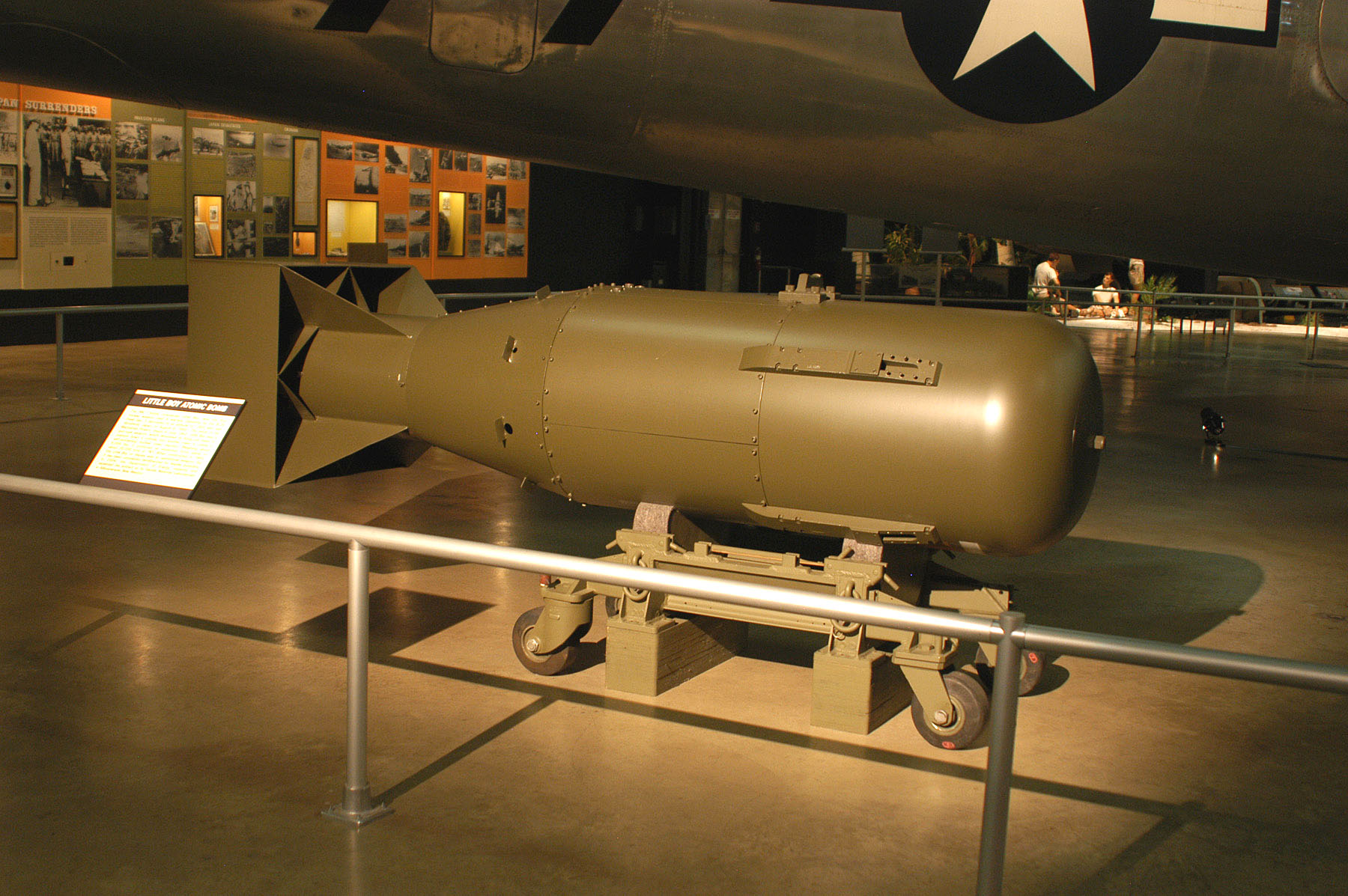
Reproduction de la bombe au National Museum of the United States Air Force.

Les trajets des deux missions atomiques.

Après avoir quitté Tinian, dans les îles Marianes, les avions volent séparément vers Iwo Jima où ils se rejoignent à une altitude d'environ 8 010 pieds (2 241 m) pour mettre le cap vers le Japon. L'Enola Gay arrive sur la cible avec une visibilité claire à environ 32 300 pieds (9 845 m). Le capitaine William Sterling Parsons du projet Alberta, qui commande la mission, arme la bombe pendant le vol pour minimiser les risques d'accident pendant le décollage ; les accidents avec ces bombardiers étant courants dans cette phase sensible. Son assistant, le sous-lieutenant Morris R. Jeppson, retire les dispositifs de sécurité trente minutes avant d'atteindre la zone cible.
Le bombardier ne rencontre aucune résistance ennemie et atteint sans encombre les côtes japonaises. Précédé par un avion de reconnaissance qui provoque une alerte à Hiroshima — l'un des six avions de la mission —, l'Enola Gay a le feu vert pour l'attaque, tandis que les Japonais lèvent l'alerte, vu le petit nombre d'avions s'approchant à haute altitude, qui semblent se diriger vers une autre ville. Le bombardement prévu à 8 h 15 min 17 s (heure d'Hiroshima) se déroule comme prévu et Little Boy met 43 secondes pour tomber de l'avion, qui vole à environ 31 000 pieds (9 448 m) d'altitude, jusqu'à la hauteur de détonation prédéterminée au-dessus de la ville : environ 1 968 pieds (600 m). L'Enola Gay parcourt 18,5 kilomètres avant de ressentir les ondes de choc de l'explosion, sans dommage pour les appareils. La cible initiale est le pont Aioi dont la forme en « T » (deux tabliers) est reconnaissable facilement, mais l'hypocentre est finalement l'hôpital Shima, plus au sud.
La détonation crée une explosion équivalente à 16 kilotonnes de TNT (67 TJ). L'uranium 235 est considérée comme très inefficace dans une arme, puisque seulement 1,7 % de sa matière est fissile. Le rayon de destruction totale est d'environ 1,6 kilomètre, déclenchant des incendies qui détruisent une surface de 1,6 km2. Les Américains estiment que 12 km2 de la ville sont détruits. Les autorités japonaises déterminent, elles, que 69 % des bâtiments d'Hiroshima sont détruits, et 6 à 7 % de plus endommagés. Environ 70 000 à 80 000 personnes, soit 30 % de la population de la ville, sont tuées par l'explosion initiale et la tempête de feu résultante, et 70 000 autres sont blessées. Parmi les personnes tuées, 20 000 sont des soldats.
L'Enola Gay retourne en toute sécurité à sa base de Tinian, arrivant à 14 h 58, après 12 heures et 13 minutes de vol. Les Great Artiste et Necessary Evil suivent peu après. Plusieurs centaines de personnes, y compris des journalistes et des photographes, se rassemblent pour immortaliser le retour des avions. Tibbets est le premier à débarquer et reçoit la Distinguished Service Cross sur place. Elle lui est remise par le général Carl A. Spaatz. Tibbets est plus tard reçu à la Maison-Blanche par le président Harry S. Truman.

L'explosion nucléaire à Hiroshima
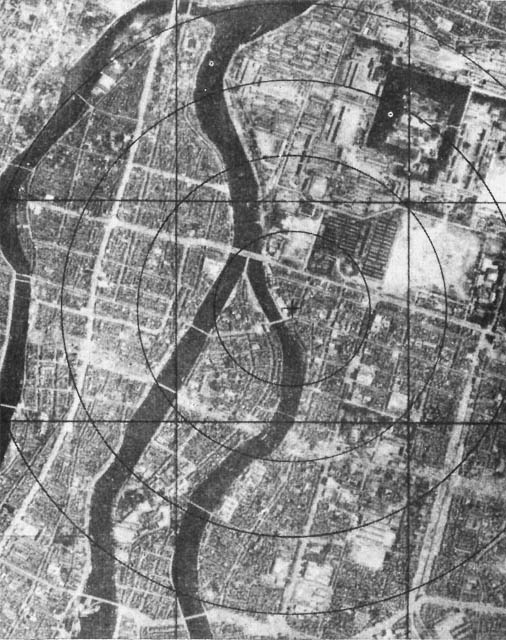
Zone d'effet de la bombe.
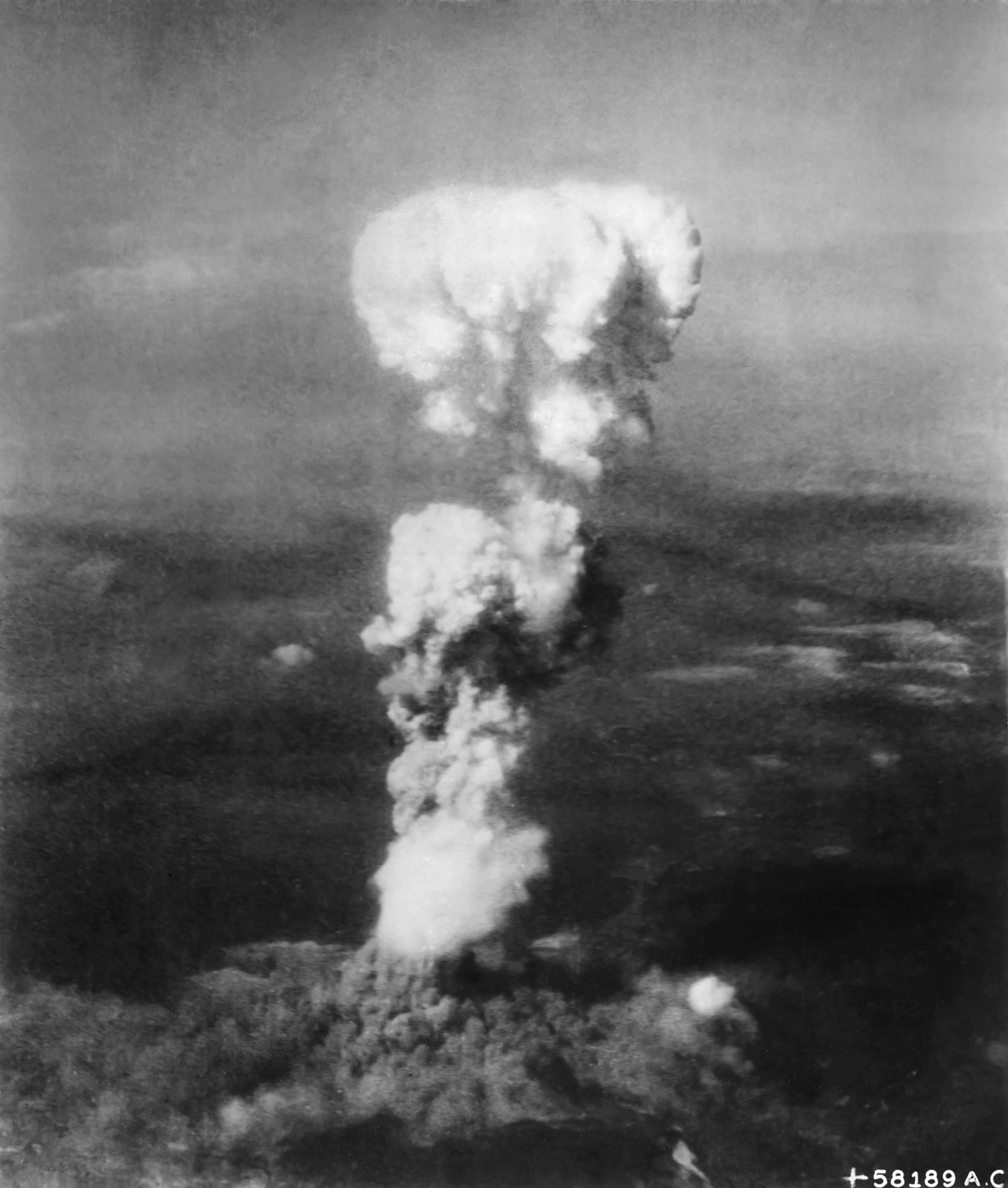
Le champignon atomique d'Hiroshima.
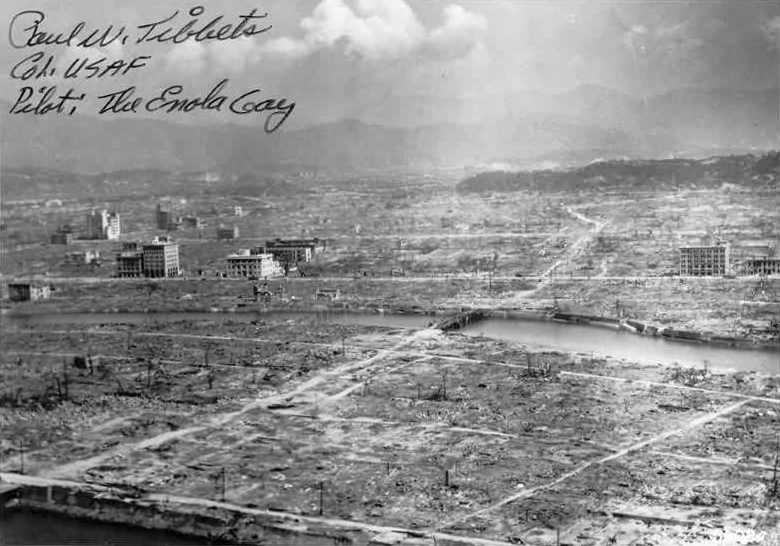
Conséquences de la bombe à Hiroshima.
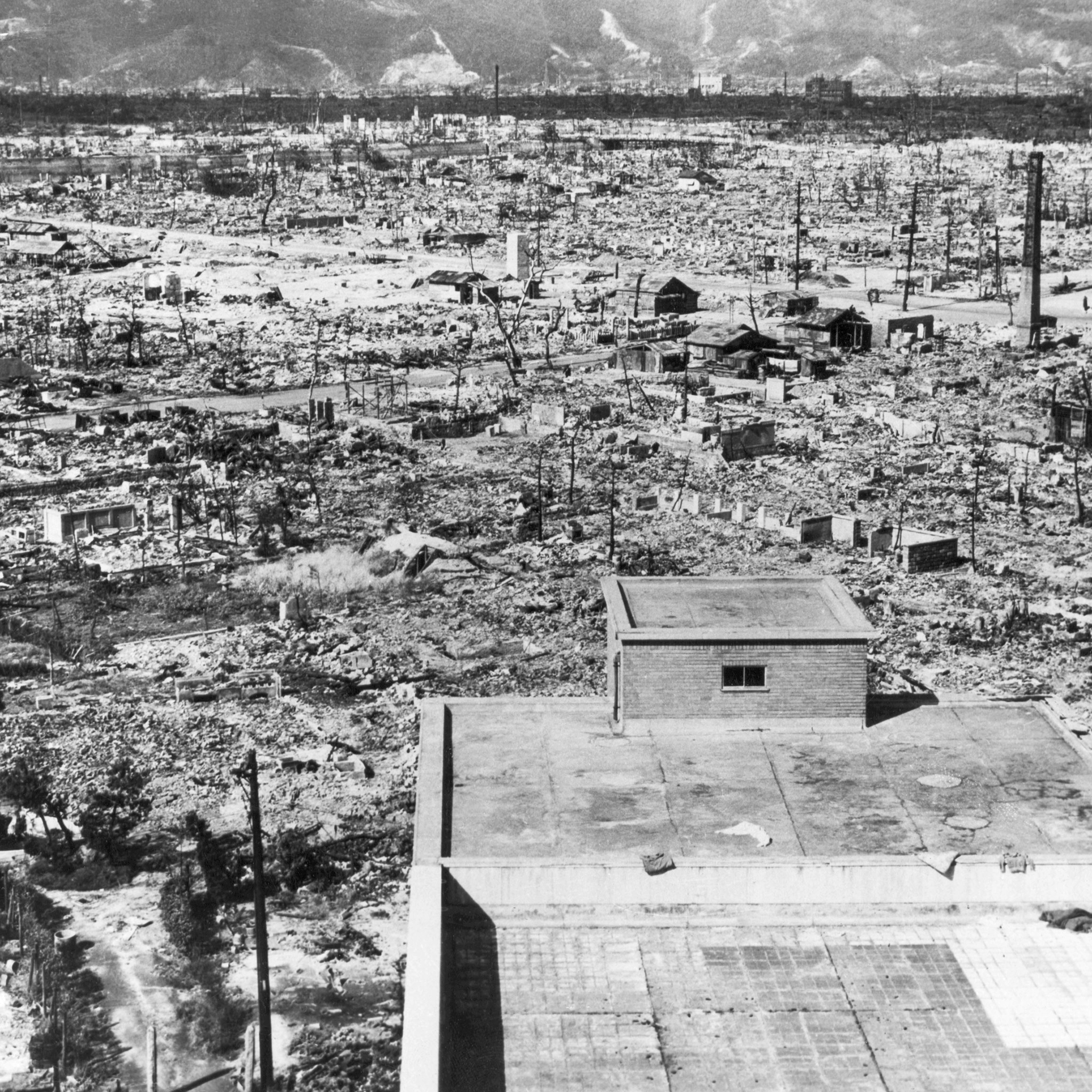
Autre photographie des conséquences à Hiroshima.
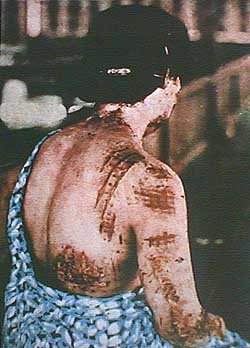
Brûlures liées au bombardement sur le dos d'une femme.

### Bombardement atomique de Nagasaki
La mission d'Hiroshima est suivie d'une autre attaque nucléaire. À l'origine prévu pour le 11 août, le bombardement est avancé de deux jours (au 9 août) en raison d'une prévision météorologique défavorable. Cette fois, la bombe Fat Man est portée par un autre B-29, Bockscar, piloté par le major Charles Sweeney. L'Enola Gay est piloté cette fois-ci par l'équipage du capitaine George Marquardt, dit équipage « B-10 », normalement affecté à Up An' Atom. L'Enola Gay sert d'avion de reconnaissance météorologique pour Kokura, la cible prévue. L'équipage annonce un ciel dégagé sur Kokura, mais au moment où Bockscar arrive, la ville est obscurcie par la fumée de feux résultant des bombardements conventionnels de Yahata effectués la veille par 224 B-29. Après trois passages infructueux, Bockscar se détourne vers son objectif secondaire, Nagasaki, où il lâche sa bombe. Contrairement à la mission d'Hiroshima, la mission de Nagasaki est décrite comme un échec tactique, bien qu'elle atteigne ses objectifs. L'équipage rencontre un certain nombre de problèmes d'exécution et n'a plus que très peu de carburant au moment où l'avion se pose sur le site d'atterrissage d'urgence de Yontan, à Okinawa.

## Équipage

### Mission à Hiroshima

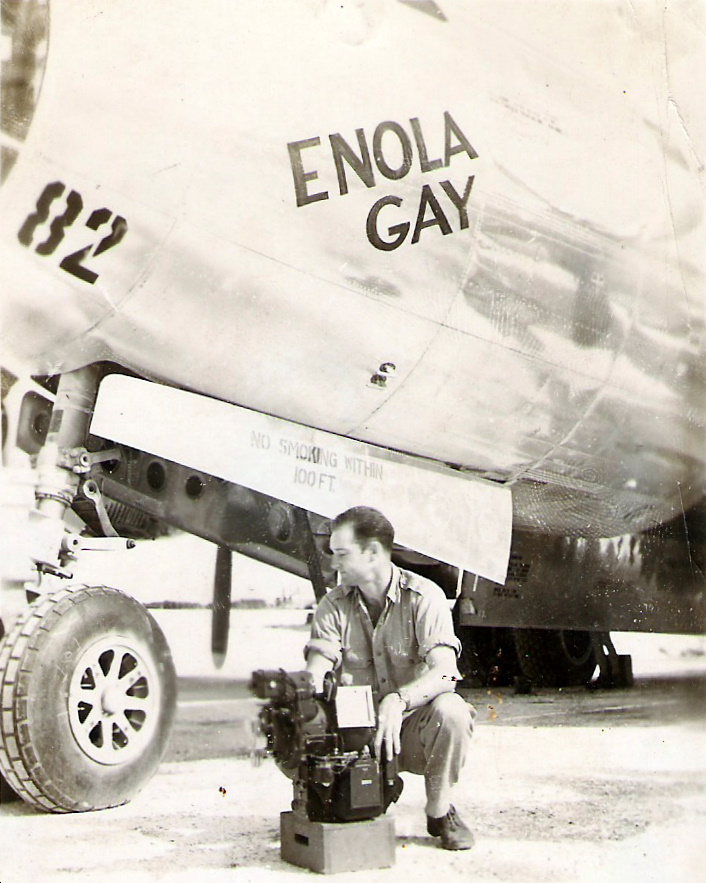
Le bombardier Thomas Ferebee avec le viseur Norden à Tinian après la mission.

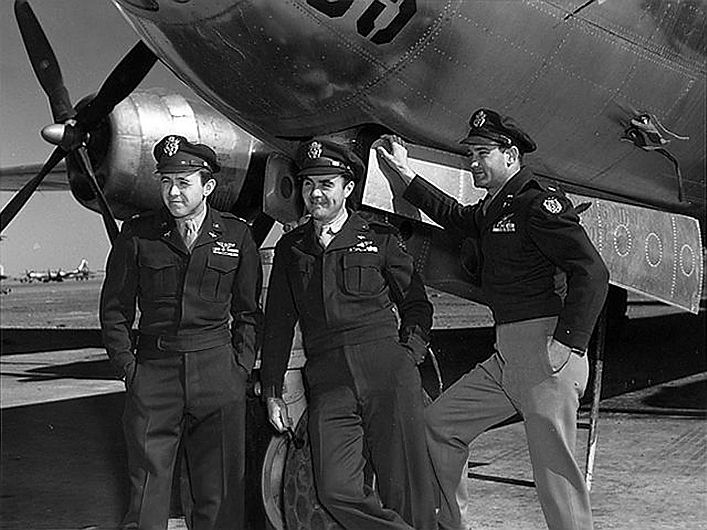
Theodore Van Kirk, Paul Tibbets et Thomas Ferebee devant l'appareil.

À son bord, l'Enola Gay compte douze membres d'équipage, :
- Colonel Paul Tibbets : pilote et commandant de l'avion ;
- Capitaine Robert A. Lewis : copilote et pilote habituel de l'avion ;
- Major Thomas Ferebee : bombardier ;
- Capitaine Theodore Van Kirk : navigateur ;
- Capitaine de vaisseau (US Navy) William Sterling Parsons : armement de la bombe et commandant de la mission ;
- Lieutenant Jacob Beser : contre-mesures radar[Note 2] ;
- Second Lieutenant Morris R. Jeppson : assistant dans l'armement de la bombe ;
- Staff sergeant (en) George R. Caron : mitrailleur de queue[Note 3] ;
- Staff sergeant (en) Wyatt E. Duzenbury : officier mécanicien navigant ;
- Sergeant Joe Stiborik : opérateur radar ;
- Sergeant Robert H. Shumard : assistant officier mécanicien navigant ;
- Private first class Richard H. Nelson : opérateur radio très haute fréquence.

Aucun membre d'équipage n'est encore en vie, le dernier, Van Kirk, étant décédé en juillet 2014.

### Mission à Nagasaki
Pour la mission à Nagasaki, l'Enola Gay est piloté par l'équipage « B-10 », normalement affecté à Up An' Atom :
- Captain George W. Marquardt : pilote et commandant de l'avion ;
- Second Lieutenant James M. Anderson : copilote ;
- Second Lieutenant Russell Gackenbach : navigateur ;
- Captain James W. Strudwick : bombardier ;
- First Lieutenant Jacob Beser : contre-mesures radar ;
- Technical Sergeant James R. Corliss : officier mécanicien navigant ;
- Sergeant Warren L. Coble : opérateur radio ;
- Sergeant Joseph M. DiJulio : opérateur radar ;
- Sergeant Melvin H. Bierman : mitrailleur de queue ;
- Sergeant Anthony D. Capua, Jr. : assistant officier mécanicien navigant/scanner.

## Fin de carrière

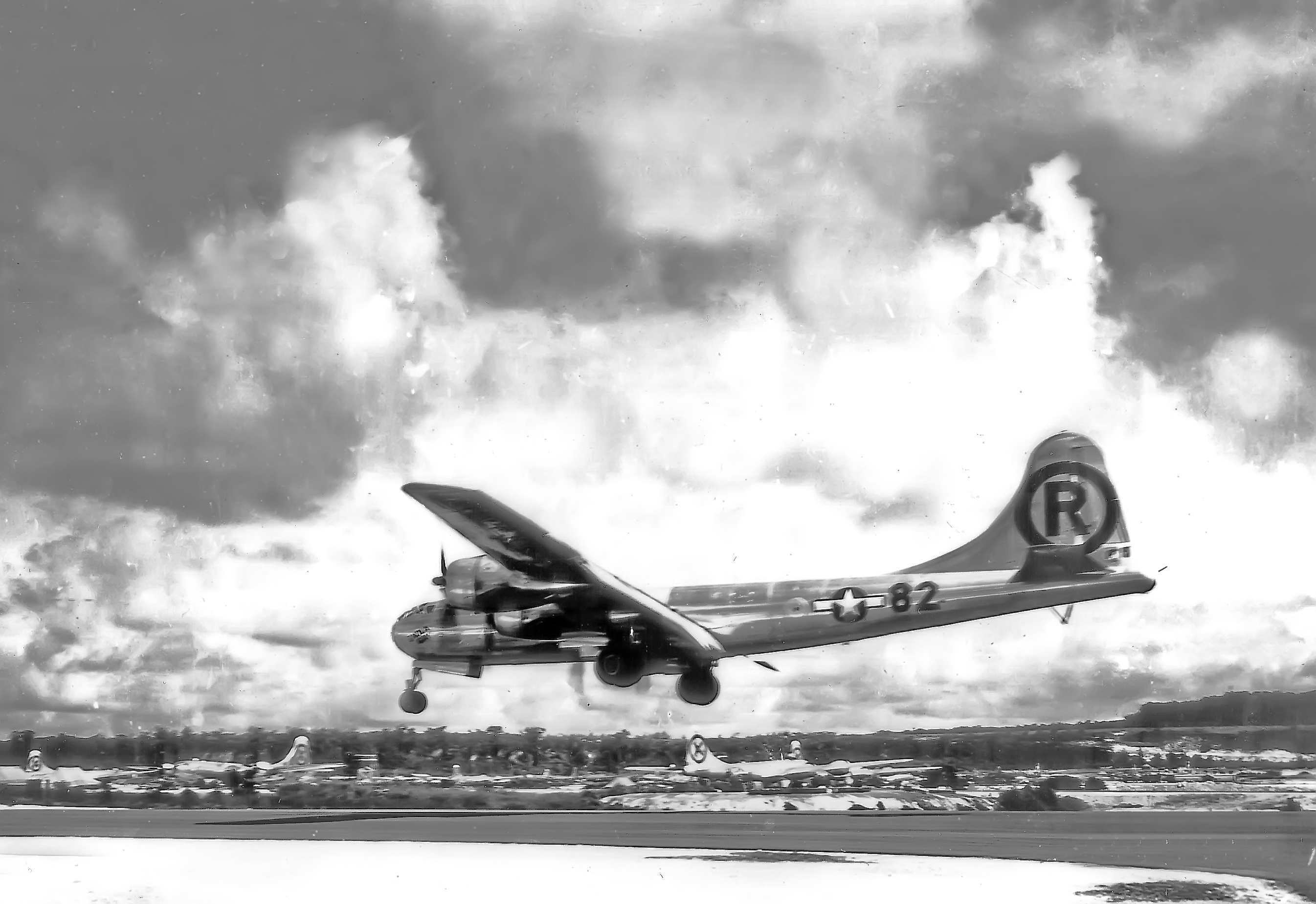
Le retour de l'Enola Gay à sa base de Tinian après la mission sur Hiroshima.

Le 6 novembre 1945, Lewis ramène l'Enola Gay vers les États-Unis et arrive deux jours plus tard à la nouvelle base de la 509th, la base aérienne Walker au Nouveau-Mexique. Le 29 avril 1946, l'Enola Gay quitte le Nouveau-Mexique dans le cadre des essais nucléaires de l'opération Crossroads dans le Pacifique. Il se rend à Kwajalein le 1er mai. Il n'est cependant pas choisi pour l'essai à l'atoll de Bikini et quitte Kwajalein le 1er juillet, date de l'essai, atteignant la base aérienne Travis en Californie le lendemain.
La décision de préserver l'appareil prise, l'avion est emmené le 24 juillet 1946 vers la base aérienne de Davis-Monthan de Tucson, en Arizona, en prévision de son stockage. Le 30 août 1946, la propriété de l'avion est transférée à la Smithsonian Institution et l'Enola Gay est officiellement retiré de l'inventaire de l'USAAF. De 1946 à 1961, l'avion est entreposé temporairement sur plusieurs sites : à la base aérienne de Davis-Monthan du 1er septembre 1946 au 3 juillet 1949, avant d'être envoyé à l'aérodrome d'Orchard Place (actuel aéroport international O'Hare de Chicago) à Park Ridge, dans l'Illinois. Il est déménagé le 12 janvier 1952 à la base aérienne Pyote (en) au Texas, puis le 2 décembre 1953 à la base aérienne Andrews (en) dans le Maryland, car le Smithsonian ne dispose pas d'espace de stockage pour l'avion.
L'armée de l'air aurait pu assurer la bonne conservation de l'avion, mais, faute d'espace suffisant, l'appareil est laissé à l'extérieur sur une partie reculée de la base aérienne, exposé de fait aux intempéries. Les « chasseurs de souvenirs » ne tardent pas à s'y intéresser en récupérant des pièces, permettant aux insectes et oiseaux d’accéder à l'intérieur de l'appareil. Paul E. Garber, de la Smithsonian Institution, s'inquiète de son état et l'institution commence à démanteler l'avion le 10 août 1960 pour un stockage plus adéquat. Les pièces sont transportées le 21 juillet 1961 à l'établissement de stockage de la Smithsonian Institution à Suitland, dans le Maryland.

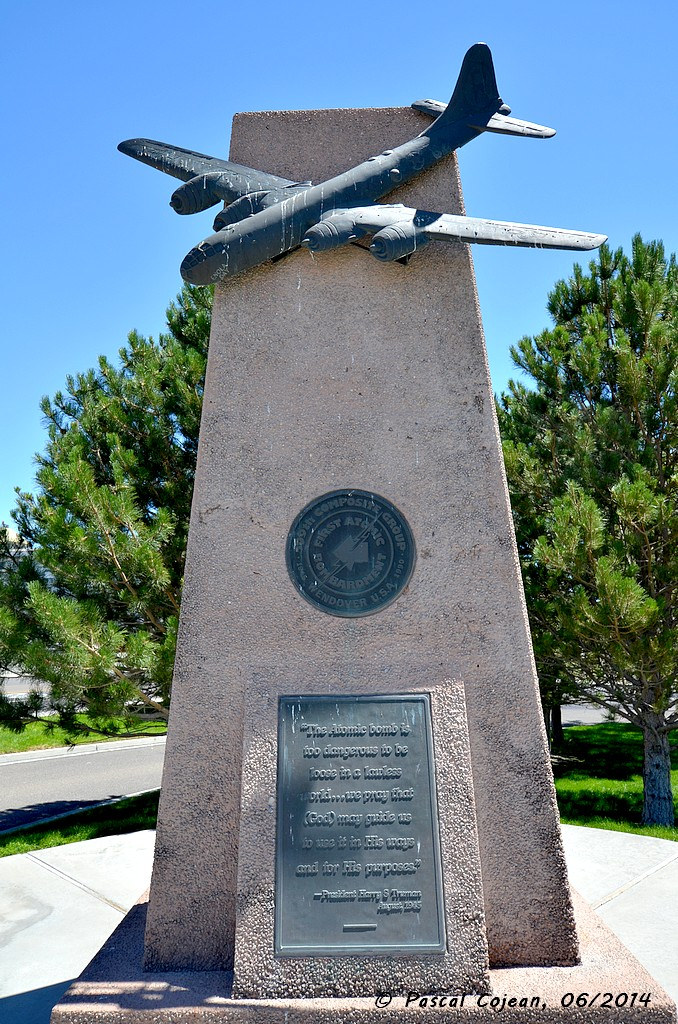
Monument en mémoire de l'Enola Gay, à la base aérienne Wendover.

L'Enola Gay reste à Suitland de nombreuses années et, au début des années 1980, deux anciens combattants du 509th, Don Rehl et Frank B. Stewart, commencent à faire pression pour que l'avion soit restauré et exposé en raison de son importance historique. Ils contactent et obtiennent l'approbation de Tibbets et du sénateur de l'Arizona Barry Goldwater. En 1983, Walter J. Boyne, un ancien pilote de B-52 au Strategic Air Command (SAC), est nommé directeur du National Air and Space Museum (NASM), et il fait de la restauration de l'Enola Gay une priorité. En contemplant l'avion, Tibbets rappelle : c'est une « triste rencontre. [Mes] bons souvenirs, et je ne [parle pas du] largage de la bombe, [sont] les nombreuses occasions où j'ai piloté l'avion […] Je l'ai poussé fort, très fort et cela [a toujours fonctionné] […] C'était probablement la plus belle [machinerie sur laquelle un] pilote a volé ».
La restauration du bombardier commence le 5 décembre 1984 à la Paul E. Garber Preservation, Restoration, and Storage Facility de Suitland, dans le Maryland. Les hélices utilisées lors de la mission de bombardement d'Hiroshima, faites spécialement en aluminium pour alléger le poids de l'avion, ont de la valeur et sont récupérées par l'université A&M du Texas, où l'une d'entre elles est recyclée pour être utilisée dans une soufflerie de l'université. Des hélices traditionnelles sont installées en remplacement. Les quatre moteurs sont soigneusement nettoyés et reconstruits : deux à Garber et deux au musée de l'air et de l'espace de San Diego. Certaines pièces et instruments, retirés, sont perdus mais des pièces de rechange sont trouvées ou fabriquées. Ces dernières sont marquées pour que les futurs conservateurs puissent les distinguer des composants d'origine.

## Restauration

### Controverses

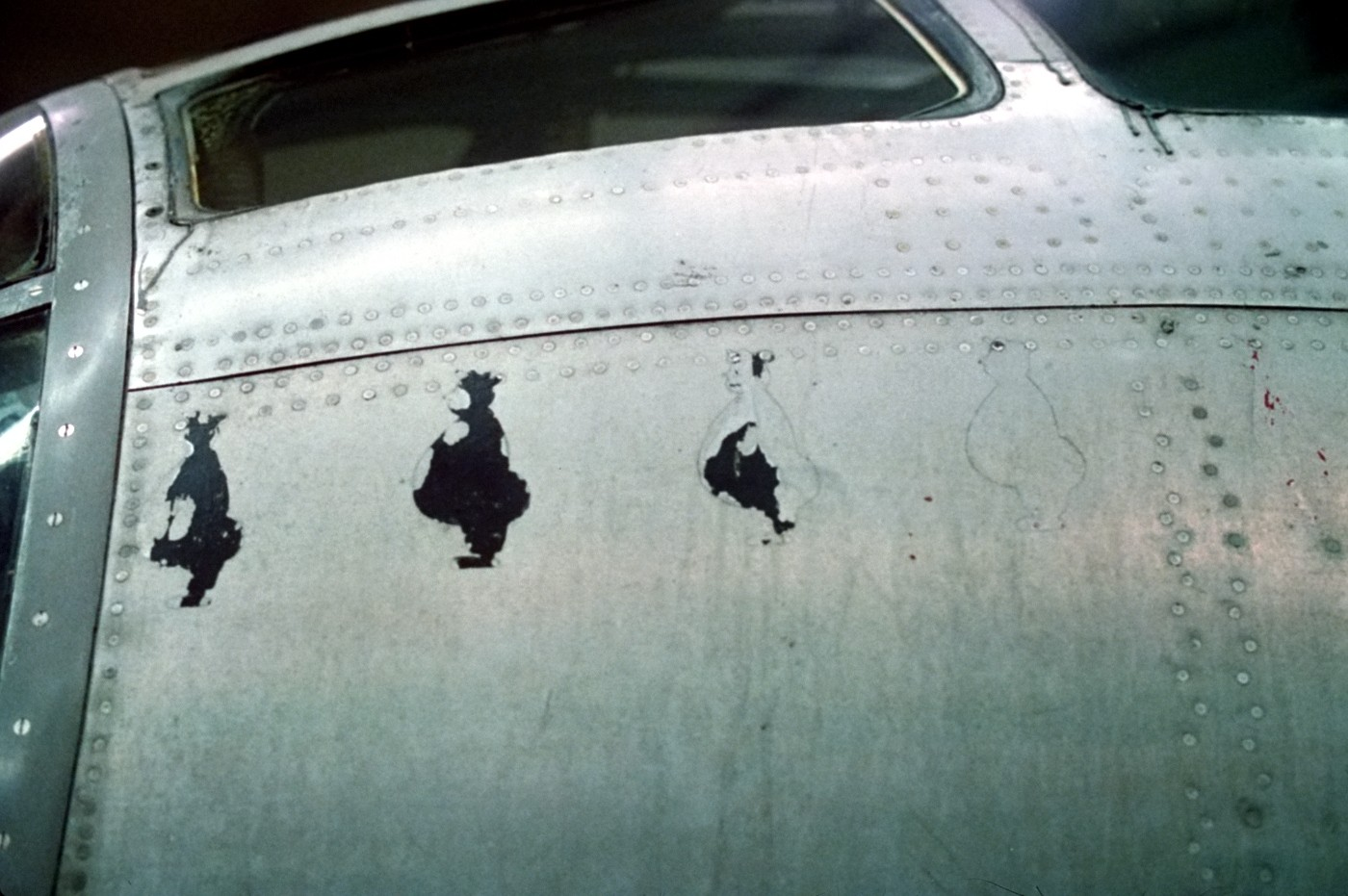
L'extérieur de l'habitacle abîmé de l'appareil, lors de son entreposage en 1987.

L'Enola Gay est au cœur d'une controverse à la Smithsonian Institution lorsque le musée a prévu d'exposer publiquement son fuselage, en 1995, dans le cadre d'une exposition commémorant le 50e anniversaire du bombardement atomique d'Hiroshima,,. L'exposition, The Crossroads: The End of World War II, the Atomic Bomb and the Cold War, est planifiée par le personnel du National Air and Space Museum (NASM) et se base autour de l'Enola Gay restauré.
Les critiques sur le projet d'exposition, en particulier celles de l'American Legion et de l'Air Force Association (AFA), affirment que l'exposition porte trop d'attention aux pertes japonaises infligées par la bombe nucléaire, plutôt qu'aux motivations expliquant le bombardement ou son rôle dans les discussions ayant amené la capitulation du Japon. L'exposition attire l'attention nationale sur de nombreuses questions académiques et politiques liées depuis longtemps à la vision rétrospective des bombardements. En conséquence, après diverses tentatives infructueuses d'amender l'exposition afin de répondre à la satisfaction des différents groupes d'intérêts, l'exposition est annulée le 30 janvier 1995. Martin Harwit, directeur du NASM, est obligé de démissionner à cause de la controverse.
L'avant du fuselage est exposé le 28 juin 1995 dans une nouvelle tentative, et le 2 juillet 1995, trois personnes sont arrêtées pour avoir jeté des cendres et du sang humain dessus, à la suite d'un incident antérieur dans lequel un manifestant avait jeté de la peinture rouge sur la moquette du musée. L'exposition est fermée le 18 mai 1998 et le fuselage est renvoyé à la Paul E. Garber Preservation, Restoration, and Storage Facility pour la restauration finale.
En mars 2025, le gouvernement américain ordonne dans le cadre de la suppression de la politique DEI (diversité, équité, inclusion) la suppression des photos d'archives du Enola Gay à cause du mot "gay" désormais interdit.

### Restauration complète et exposition
Les travaux de restauration commencent en 1984 et nécessitent finalement 300 000 heures de main d'œuvre. Alors que le fuselage est exposé, de 1995 à 1998, le travail continue sur les composants restants. De mars à juin 2003, l'avion est envoyé en pièces détachées au Steven F. Udvar-Hazy Center du National Air and Space Museum (NASM), à l'aéroport international de Washington-Dulles, à Chantilly, en Virginie. Le fuselage et les ailes sont réunis le 10 avril 2003 — pour la première fois depuis 1960 — et l'assemblage final est terminé le 8 août 2003.
L'avion est depuis le 15 décembre 2003 exposé dans une zone consacrée à la Seconde Guerre mondiale au Steven F. Udvar-Hazy Center. Il fait partie d'une collection avec d'autres appareils emblématiques, tels qu'un Lockheed SR-71 Blackbird, un Concorde, le Virgin Atlantic GlobalFlyer, la capsule de la mission Gemini 7 ou encore la navette spatiale Discovery.

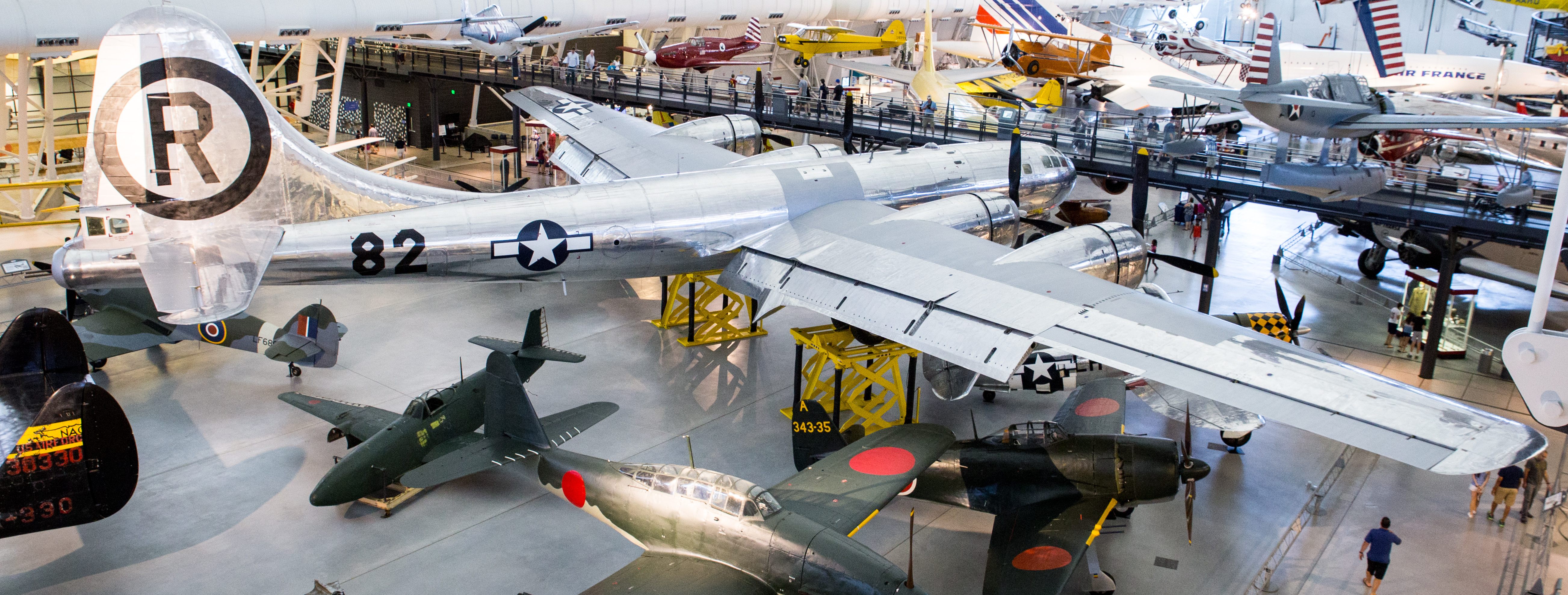
L'Enola Gay exposé au Steven F. Udvar-Hazy Center du National Air and Space Museum.

## Postérité
Le groupe Orchestral Manoeuvres in the Dark (OMD) utilise le nom d'Enola Gay pour une chanson engagée en septembre 1980. Les paroles de la chanson jouent sur le nom de la bombe et à la mère de Paul Tibbets : « Enola Gay, is mother proud of [l]ittle [b]oy today ».

L'avion est aussi évoqué dans la chanson éponyme Enola Gay du groupe Ludwig von 88 sur l'album Hiroshima (50 ans d'inconscience).

L'avion exposé au Steven F. Udvar-Hazy Center
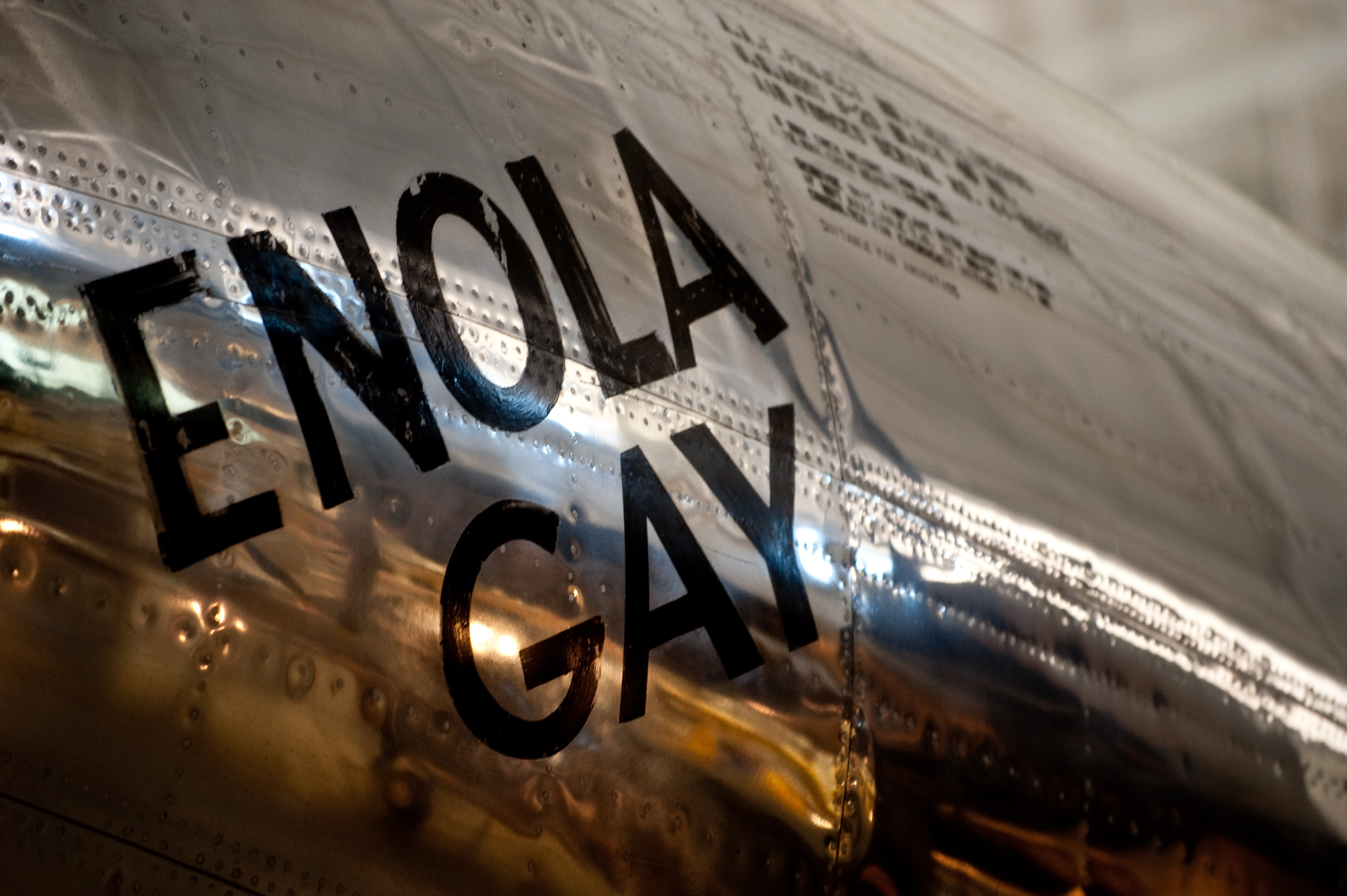
Nose art de l'Enola Gay.
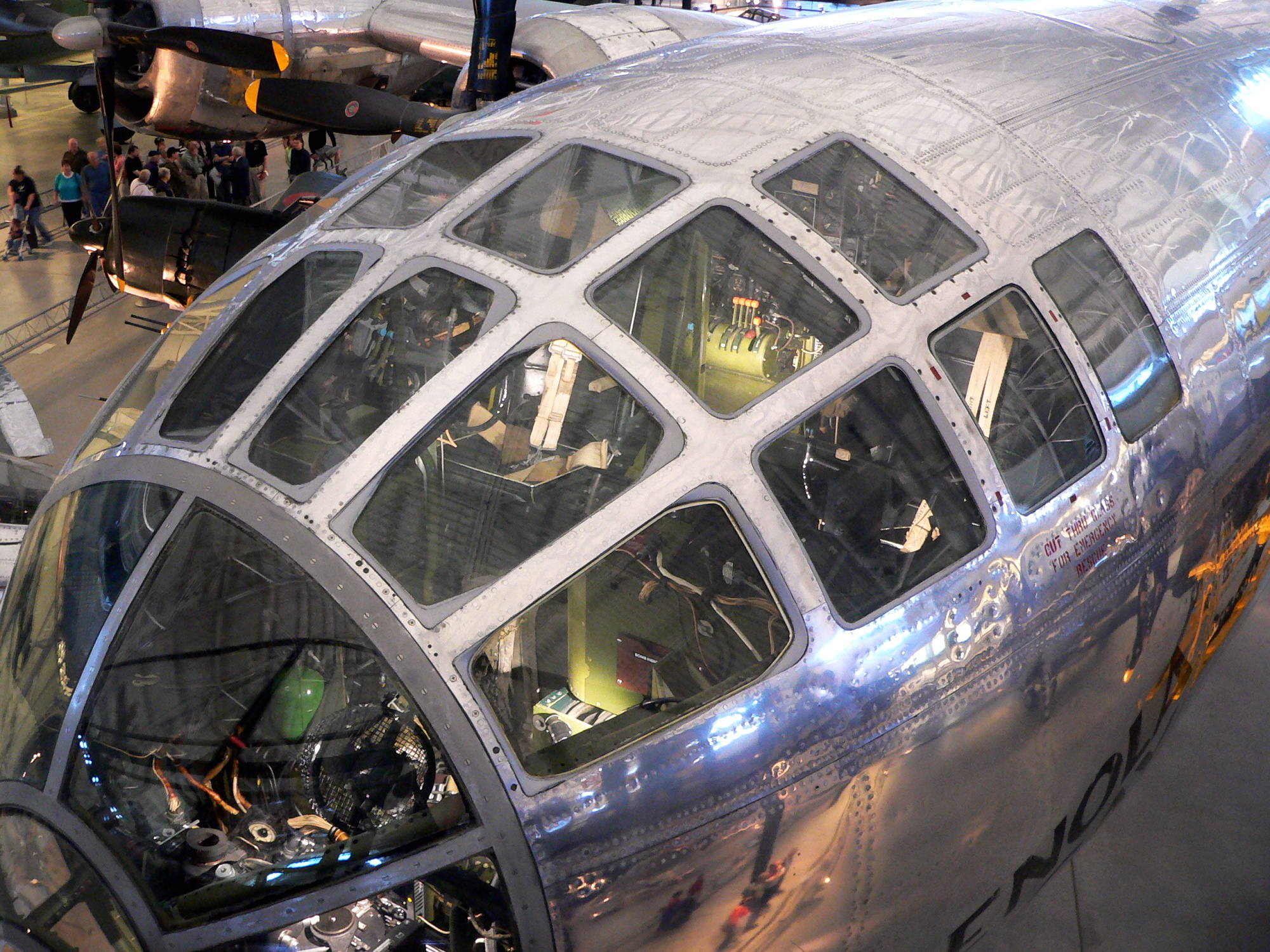
Habitacle de l'Enola Gay.
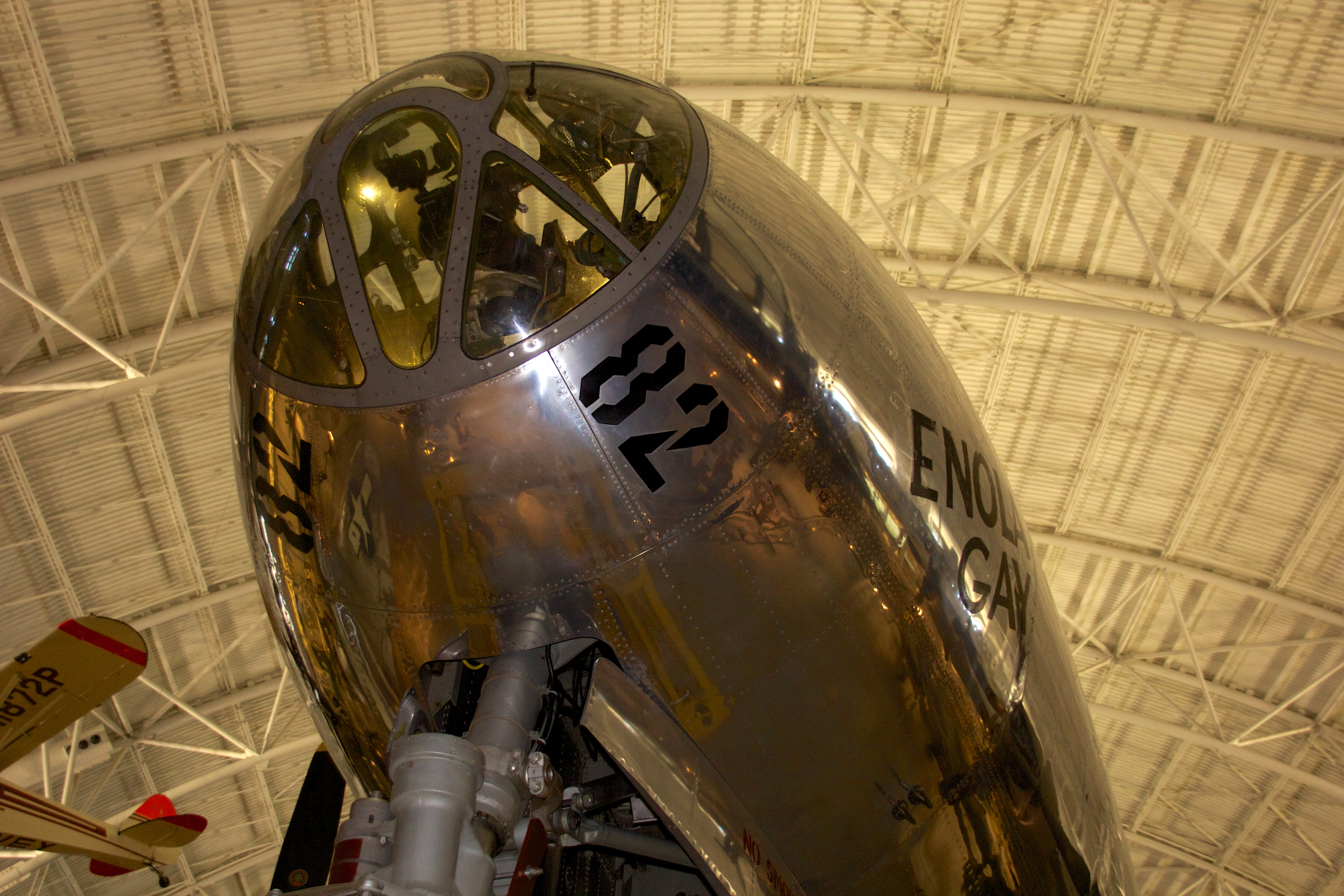
Victor number de l'Enola Gay.
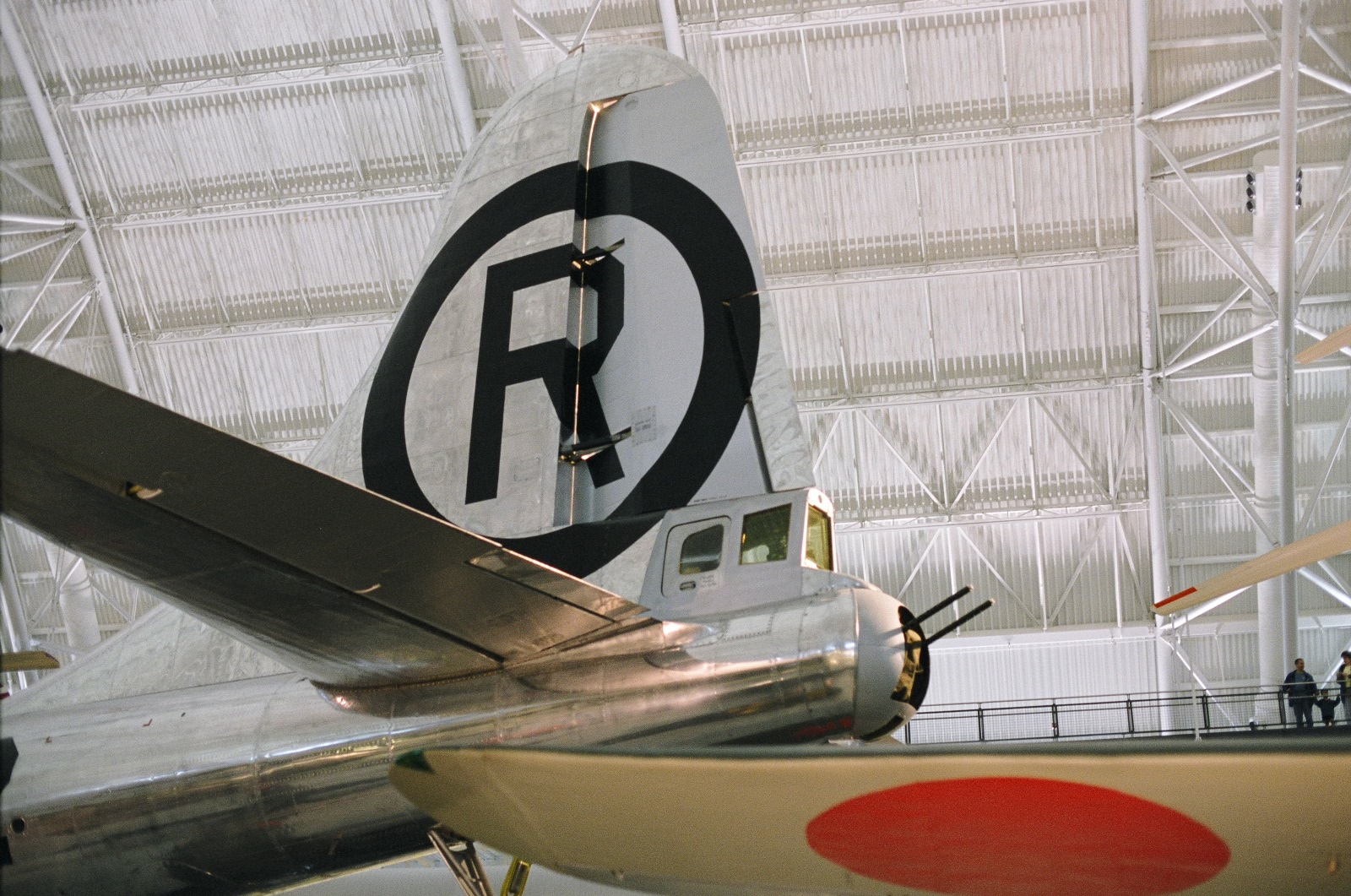
Queue de l'Enola Gay.